# Ueno Szaki
Ueno Szaki (上野 紗稀; Hepburn: Ueno Saki)(Macudo, 1994. november 20. –) japán válogatott labdarúgó.

## Klub
2013 óta a JEF United Chiba csapatának játékosa, ahol 114 bajnoki mérkőzésen lépett pályára és 3 gólt szerzett.

## Nemzeti válogatott
2013-ban debütált a japán válogatottban. A japán válogatottban 1 mérkőzést játszott.

## Statisztika
| Japán válogatott | Japán válogatott | Japán válogatott |
| Időszak          | Mérk.            | gól              |
| ---------------- | ---------------- | ---------------- |
| 2013             | 1                | 0                |
| Összesen         | 1                | 0                |